# ブレムガルテン城

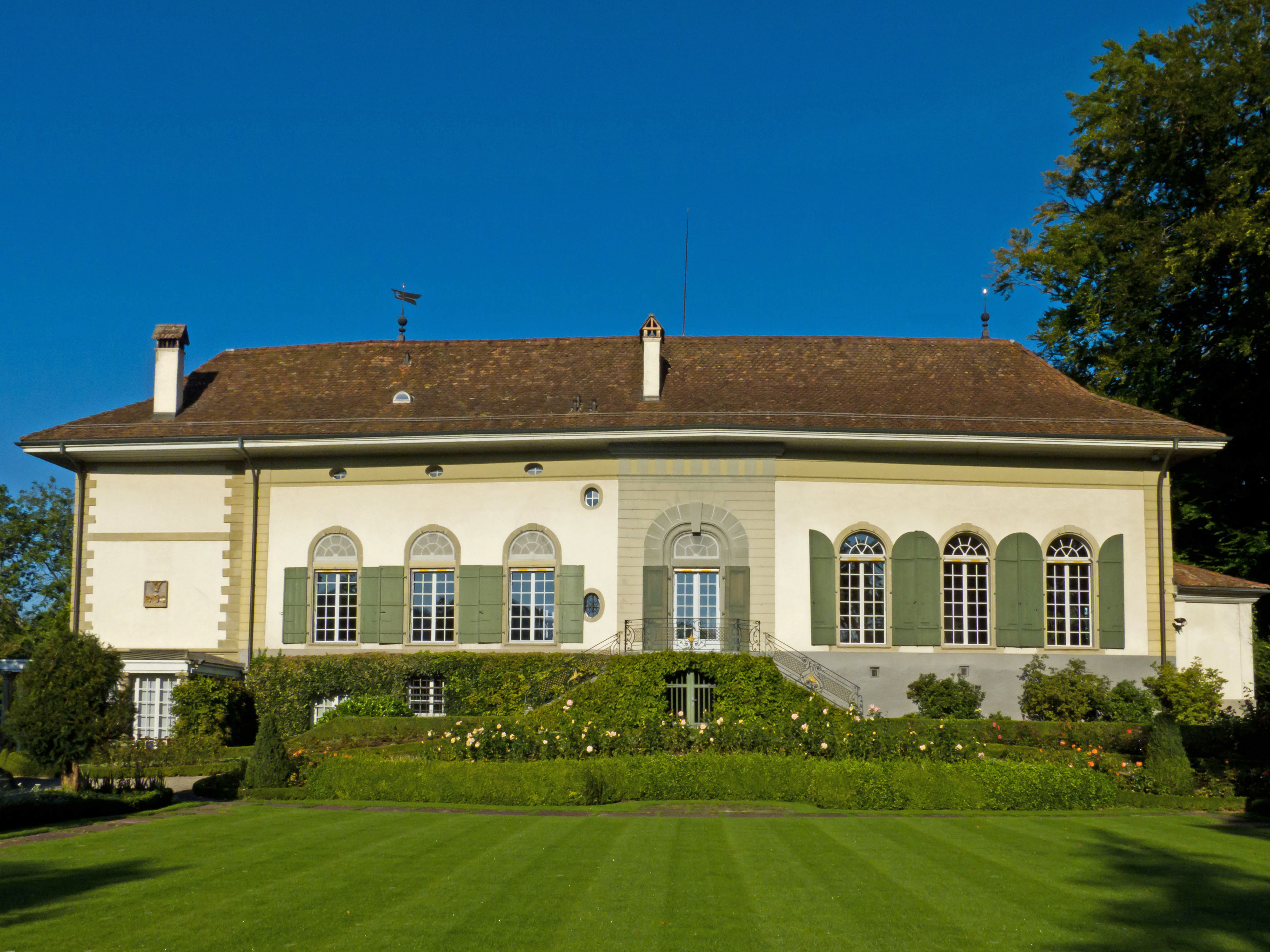
ブレムガルテン城の前にある庭園

ブレムガルテン城（ブレムガルテンじょう、ドイツ語: Schloss Bremgarten）はスイス連邦ベルン州のブレムガルテン・バイ・ベルンにある城郭である。城はスイス連邦の重要文化財である。

## 歴史
ブレムガルテンとしての最初の城は、12世紀において初めて言及されているブレムガルテン男爵の先祖代々からの邸宅であった。ブレムガルテン男爵家の教会である聖ミカエル教会（St. Michaels）が最初に言及されているのが1275年であるが、おそらく10世紀から11世紀であろう。ブレムガルテン男爵家は、少なくともイッティゲンからキルリヒンダッハの範囲までのアーレ川沿いに広げた土地を支配していた。1298年初頭、ブレムガルテン男爵を含むフリブール卿と同盟貴族はドナービュール（Donnerbűhl）においてジャマー渓谷（Jammer valley）があるベルンに辿り着いた。この闘争はベルン州の勝利となり、その後間もなくしてベルン州はブレムガルテンの町を燃やし、城を破壊した短期の包囲攻撃の後に制圧した。
1306年までにブレムガルテン男爵の3人の兄弟たちは荒廃化した町、荒廃化した城、および多額の借金を背負った。彼らはミュンヘンブッフゼー司令部のホスピタル騎士団コマンドリーに土地、城、利権、および運航権を売却せざるを得なくなった。司令部は荒廃化した町と城を再建し、そこを司令官の住居と本部とした。1528年に起きたプロテスタント宗教改革の最中、最後の司令官であるピーター・イングリッシュバーグ（Peter Englishberg）は司令部の世俗化を援助し、報いとしてブレムガルテンに退却することを許された。
1528年にピーター・イングリッシュバーグが亡くなった後、ベルン州行政府はヴォー州シュルトハイス出身の征服者であるハンス・フランツ・ネーゲリ（Hans Franz Nägeli）に土地と城を売却した。彼は古城、天守、およびカーテンウォールを解体し、ルネサンス建築様式のマナー・ハウスに建て替えた。1579年にハンス・フランツ・ネーゲリが亡くなった後、城はネーゲリの次女と結婚した騎士のルードヴィッヒ・ブリュッグラー（Ludwig Brüggler）の手に渡った。1598年にブリュッグラーが亡くなった後、ニクラウスとも名乗っていた息子に城を与えた騎士のニクラウス・キルヒアイス（Niklaus Kilchberg）により買収された。15,000ポンドでベルン州ビール出身のマーク・エリー・ド・シュミレ（Marc Elie de Chemilleret）に売却される1727年まで、城はキルヒアイス家の邸宅のままであった。1743年、城はマーク・エリー・ド・シュミレの2番目の妻であるマグダレナ・ヴォン・ワッターヴィル（Magdalena von Watterville）の甥のガブリエル・ヴォン・ワッテンウィル（Gabriel von Wattenwyl）の手に渡った。1761年、フィッシャー・ヴォン・ライヘンバッハ（Fischer von Reichenbach）が80,000ポンドで購入したが、4年後の1765年にアルブレヒト・フリーシング（Albrecht Frisching）に買収された。
アルブレヒト・フリーシングはベルン州のギリシャ語の先生であり、1775年にはベルン州大評議会の議員を務め、1782年から1789年までドイツ連邦共和国バイエルン州の都市であるランツフートの統治者であった。1780年までにフリーシングは古城を全面的にバロック建築様式の夏用の宮殿に改築した上で城の出入口を拡張、および改築した。城の丘は城の周辺にある広々とした中庭と庭園を造成するために完全に取り壊された。1803年に調停法制定された後、アルブレヒト・フリーシングは大評議会議員の座を退く代わりにブレムガルテン城に隠居した。
スイスの画家であるエーリッヒ・ワスマーは、両親であるマックスとティルが有名な詩人、画家、および作曲家と一緒に贅沢なパーティーを城で開く環境の中で育った。作家のヘルマン・ヘッセは1932年に発表した中編小説『東方巡礼（Journey to the East）』の中でその様子を記述している。